# Norrflärke
Norrflärke is een plaats in de gemeente Örnsköldsvik in het landschap Ångermanland en de provincie Västernorrlands län in Zweden. De plaats heeft 51 inwoners (2005) en een oppervlakte van 22 hectare.

## Verkeer en vervoer
Bij de plaats loopt de Länsväg 348.